# Dodona fruhstorferi
Dodona fruhstorferi är en fjärilsart som beskrevs av Johannes Karl Max Röber 1897. Dodona fruhstorferi ingår i släktet Dodona och familjen Riodinidae. Inga underarter finns listade i Catalogue of Life.